# Long Mynd

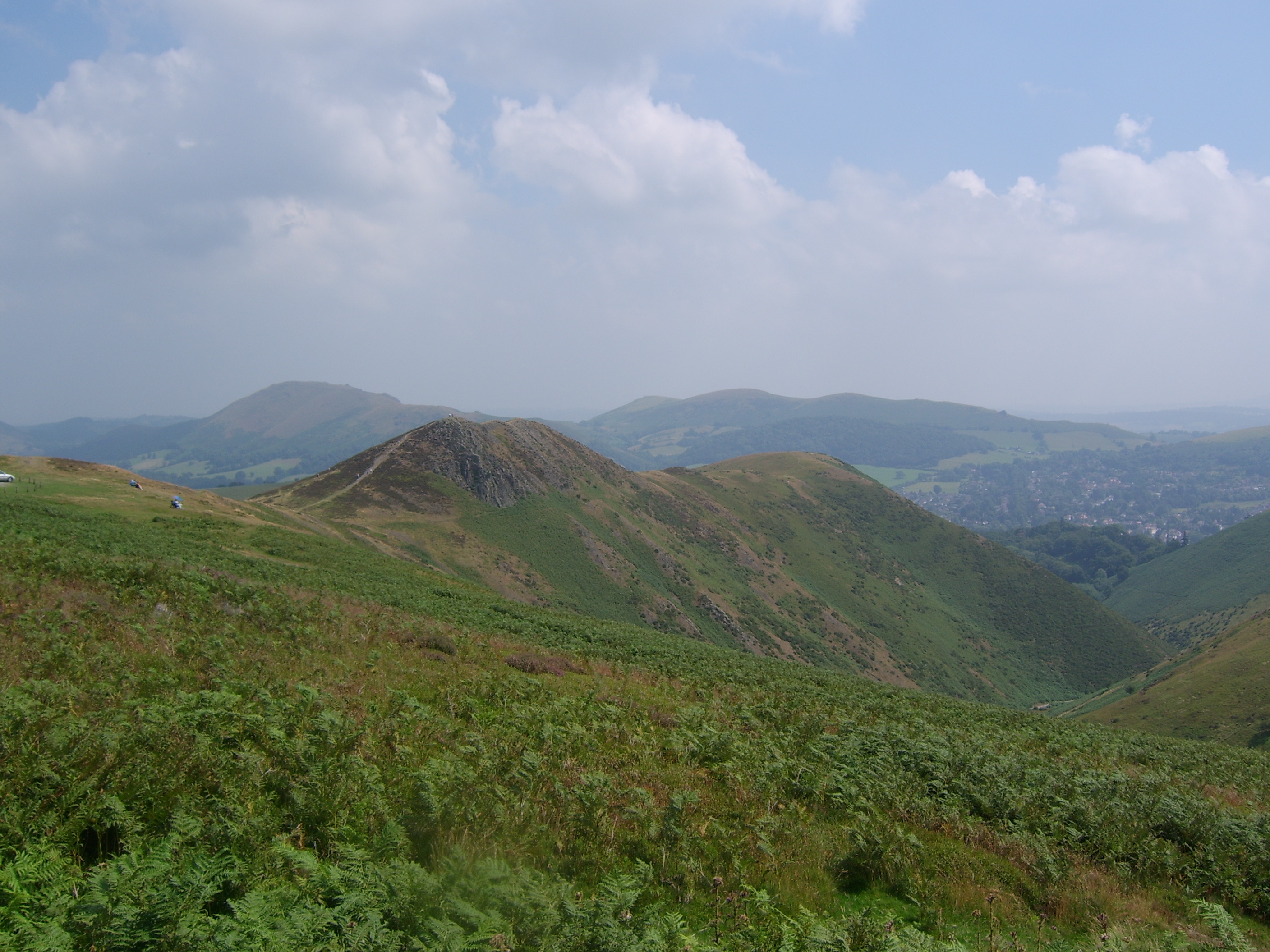
Widok na Long Mynd

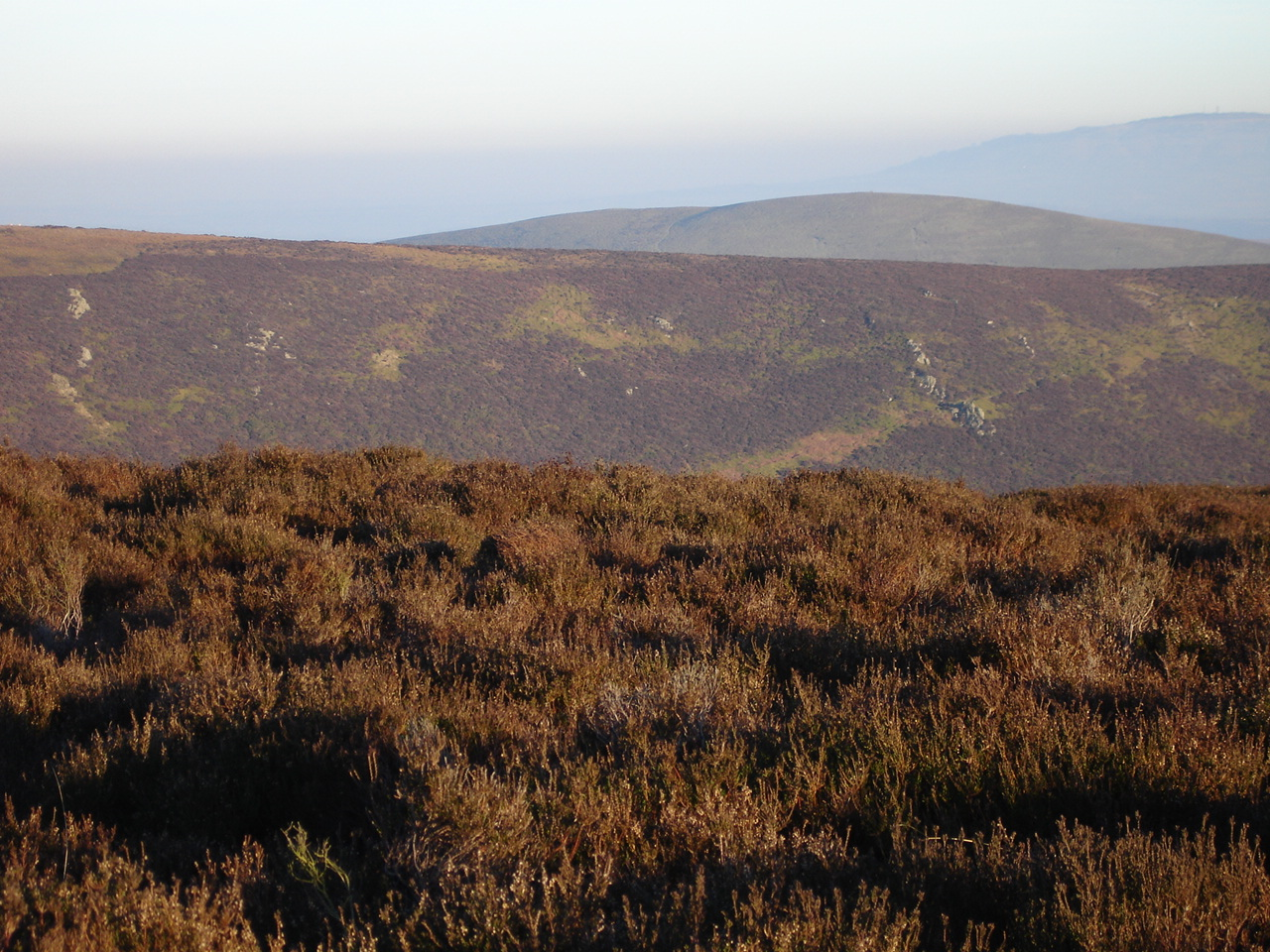
Widok na Long Mynd - wrzosowiska

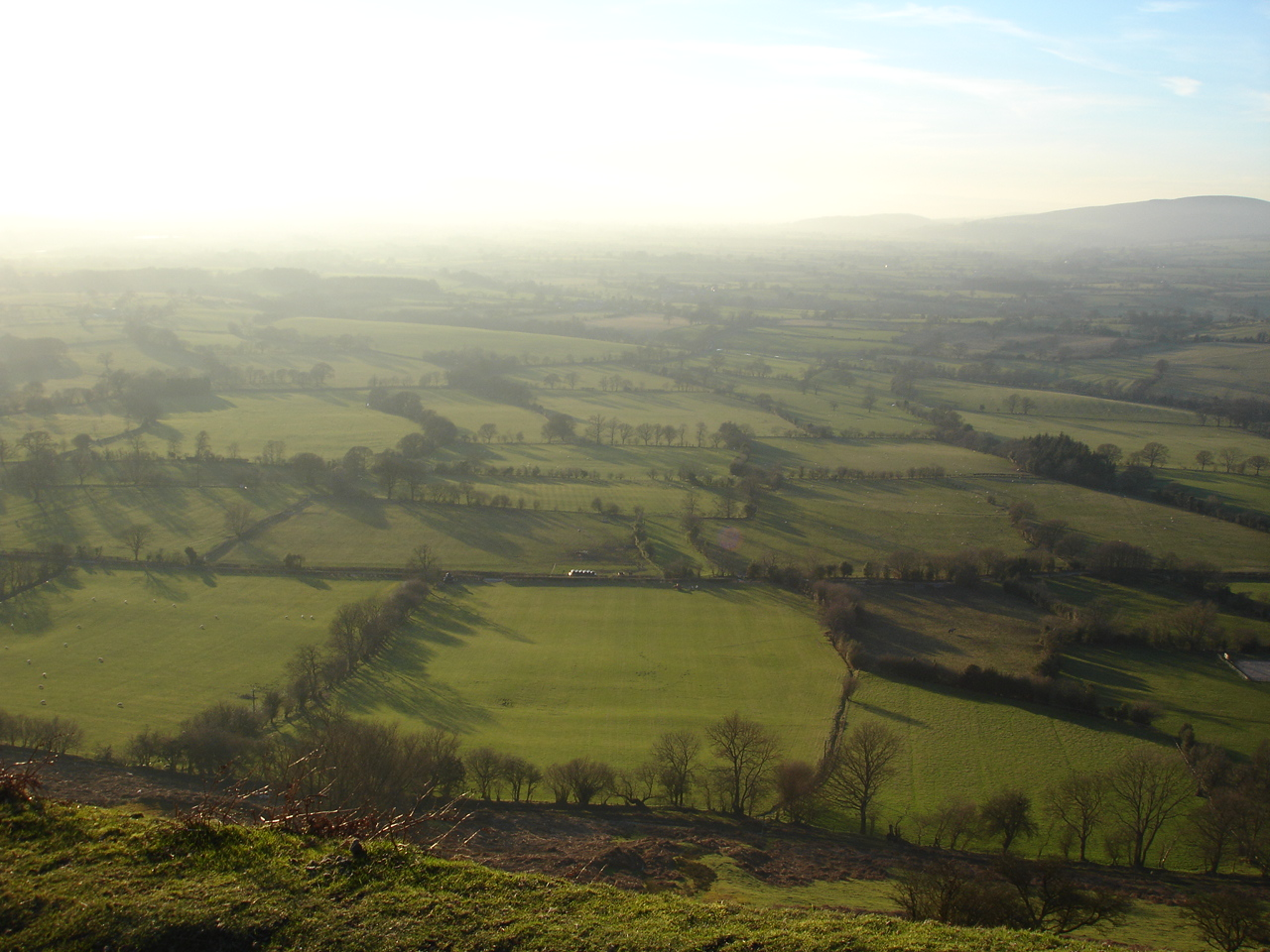
Widok na Long Mynd

Long Mynd – pasmo górskie w Wielkiej Brytanii w hrabstwie Shropshire. Szczyty rozciągają się na powierzchni 22 km². Pasmo mieści się 16 km od miasta Shrewsbury. Najbliższym miasteczkiem jest Church Stretton, skąd najłatwiej dostać się na szczyty (z miasta prowadzi wąska droga dla samochodów i liczne szlaki górskie). Nazwa Long Mynd pochodzi od Long Mountain, czyli „Długa Góra”. Na samym szczycie jednego z najwyższych wzniesień znajduje się klub szybownictwa. 

## Szczyty Long Mynd i wzniesienia w Shropshire
- Brown Clee Hill 540 m (1771 ft) – najwyższe wzniesienie w hrabstwie (blisko Ludlow)
- Stiperstones 536 m (1758 ft)
- Pole Bank 516 m (1692 ft)
- Long Synalds 490 m (1607 ft)
- Wild Moor 487 m (1597 ft)
- Calf Ridge 468 m (1535 ft)
- Haddon Hill 467 m (1532 ft)
- Yearlet 465 m (1525 ft)
- Round Hill 463 m (1519 ft)
- Caer Caradoc 459 m (1505 ft)
- Grindle 459 m (1505 ft)
- Minton Hill 453 m (1486 ft)
- Cow Ridge 450 m (1476 ft)
- Packetstone Hill 437 m (1433 ft)
- Ashlet 415 m (1361 ft)
- Black Knoll 415 m (1361 ft)
- Callow 411 m (1348 ft)
- The Wrekin 407 m (1335 ft)
- Churchmoor Hill 394 m (1292 ft)
- Bodbury Hill 388 m (1272 ft)
- Priors Holt Hill 383 m (1256 ft)
- Burway Hill 375 m (1230 ft)
- Adstone Hill 369 m (1210 ft)
- Shooters Knoll 365 m (1197 ft)
- Stanyeld 334 m (1095 ft)
- Novers Hill 305 m (1000 ft)
- Church Stretton 192 m (629 ft)